# Trofeo Matteotti 2024
De 76e editie van de wielerwedstrijd Trofeo Matteotti vond plaats op 15 september 2024. De wedstrijd startte en finishte in Pescara en was 194 kilometer lang. De wedstrijd maakte deel uit van de UCI Europe Tour, met de categorie 1.1. De Venezolaan Orluis Aular won, voor de Italiaan Alessandro Covi en Aleksej Loetsenko uit Kazachstan.

## Uitslag
| Plaats  | Naam              | Ploeg                         | Tijd     |
| ------- | ----------------- | ----------------------------- | -------- |
| Winnaar | Orluis Aular      | Caja Rural-Seguros RGA        | 4u31'14" |
| 2       | Alessandro Covi   | UAE Team Emirates             | z.t.     |
| 3       | Aleksej Loetsenko | Astana Qazaqstan              | z.t.     |
| 4       | Davide De Pretto  | Jayco AlUla                   | z.t.     |
| 5       | Marco Tizza       | Bingoal WB                    | z.t.     |
| 6       | Giovanni Carboni  | JCL Team UKYO                 | z.t.     |
| 7       | Marcel Camprubí   | Q36.5                         | z.t.     |
| 8       | Kyrylo Tsarenko   | Corratec-Vini Fantini         | z.t.     |
| 9       | Georg Steinhauser | EF Education-EasyPost         | z.t.     |
| 10      | Thomas Silva      | Caja Rural-Seguros RGA        | + 2"     |
| 11      | Filippo Zana      | Jayco AlUla                   | + 6"     |
| 12      | Sjoerd Bax        | UAE Team Emirates             | + 23"    |
| 13      | Haimar Etxeberria | Kern Pharma                   | z.t.     |
| 14      | Vincenzo Albanese | Arkéa-B&B Hotels              | z.t.     |
| 15      | Valerio Conti     | Corratec-Vini Fantini         | z.t.     |
| 16      | Filippo Magli     | VF Group-Bardiani CSF-Faizanè | z.t.     |
| 17      | Walter Calzoni    | Q36.5                         | z.t.     |
| 18      | Kristian Sbaragli | Corratec-Vini Fantini         | z.t.     |
| 19      | Alexander Hajek   | Red Bull-BORA-hansgrohe       | z.t.     |
| 20      | Johan Meens       | Bingoal WB                    | z.t.     |